# Museo Arqueológico de Egio
El Museo Arqueológico de Egio, ubicado en la región de Acaya, es uno de los museos de Grecia. 
Inaugurado en 1994, se encuentra en un edificio construido a finales del siglo XIX que se atribuye al arquitecto Ernst Ziller, y que funcionó inicialmente como mercado municipal hasta que se cedió al ministerio de cultura. En 1995 sufrió las consecuencias de un terremoto y, tras un proceso de rehabilitación, volvió a funcionar normalmente en 1999.

## Colecciones
El museo contiene una colección de hallazgos arqueológicos de la ciudad de Egio y de otros asentamientos cercanos del municipio de Egialea de periodos comprendidos entre la prehistoria y la época romana. Algunos pertenecen a ciudades bien conocidas en época histórica pero otros a asentamientos no identificados. 
En el patio se exponen diversos elementos arquitectónicos, estelas funerarias y una copia de época romana de una estatua del siglo IV a. C.
La primera sala expone objetos cuya cronología se sitúa entre el VI y III milenio a. C. que pertenecen al neolítico medio y tardío así como al heládico temprano. Los de este último periodo proceden de Kratio. Entre ellos hay recipientes, herramientas, figurillas de barro y pesas de telar.
En la segunda sala se exhiben piezas del heládico medio que proceden de Egio y Kratio y de la época micénica procedentes de Egio, Egira, Trápeza y Ajladea.  
La tercera sala contiene hallazgos de los periodos protogeométrico y geométrico. Entre ellos se hallan varios pithoi funerarios, varias hebillas de bronce y dos escarabeos egipcios.
Otra sala alberga los hallazgos de los periodos arcaico, clásico y helenístico. Son destacables sobre todo los de la época arcaica, de Egio, Mamusiá, Kamares, Cerinea y Erineo y también los del periodo helenístico, del que se han hallado importantes joyas y cerámica en las necrópolis de Egio y de Mamusiá, mientras que los objetos de la época clásica son menos numerosos.
Una quinta sala expone objetos del periodo helenístico tardío y algunos de época romana. Entre ellos hay vasos de cerámica y vidrio, y otros objetos de metal, marfil y arcilla.
Por último, en la sexta sala se expone una gran estatua de Zeus del siglo I.
|                                                      |
| Figurillas y piezas de cerámica del periodo micénico |

|                                                      |
| Torso de una estatua de Zeus con una égida (siglo I) |

|                                                           |
| Lápidas y elementos arquitectónicos en el patio del museo |